# Braya thorild-wulffii
Braya thorild-wulffii är en korsblommig växtart som beskrevs av Carl Hansen Ostenfeld. Braya thorild-wulffii ingår i släktet fjällkrassingar, och familjen korsblommiga växter.

## Underarter
Arten delas in i följande underarter:
- B. t. glabrata
- B. t. thorild-wulffii